# Горбунов Василь Володимирович
Василь Володимирович Горбунов (рос. Василий Владимирович Горбунов), також відомий під прізвищем Пурьґіне (ерз. Пурьгине) (13 серпня 1914, село Лобаски, нині Ічалковський район Республіки Мордовія — 11 грудня 1983, Москва) — радянський ерзянський письменник, літературознавець, критик та педагог. Доктор філологічних наук (1970), професор (1982), член Спілки письменників СРСР (1953).

## Життєпис

### Ранні роки
Народився 31 липня (13 серпня) 1914 року в селі Лобаски (нині ічалковський район Республіки Мордовія) у селянській родині, за походженням мордвин (ерзя). Батько — Володимир Якович Горбунов, комуніст і червоний командир, загинув під час Громадянської війни. Разом зі старшим братом Іваном Василь займався тяжкою фізичною працею в селі. Закінчив початкову школу у 1928 та Великоаратську школу селянської молоді Лукоянівського повіту Нижньогородської губернії. У 1930 році вступив до Лукоянівського мордовського педагогічного технікуму, але через рік покинув його та повернувся до рідного села, де викладав російську мову на курсах трактористів колгоспу.

### Освіта
У 1933 році Василь Горбунов вступив на мордовське відділення літературного факультету Саранського педагогічного інституту (пізніше — Мордовського державного педагогічного інституту імені О. І. Полєжаєва), який закінчив у 1937 році. У 1937—1938 рр. викладав у Саранському педагогічному училищі; був репресований, але звільнений 1939 року. У 1940—1944 рр. Горбунов викладав в Інсарському педагогічному училищі, був його завучем і директором та завідувачем Інсарським РВНО. Викладав російську і мордовську мови та літературу, набув авторитет досвідченого методиста. Член ВКП(б) з 1943 року. У довоєнні роки друкував сількорівські нотатки, а також видавав свої вірші та оповідання у мордовських періодичних виданнях.

### Партійна та викладацька діяльність
У 1943 році Горбунова було обрано секретарем Мордовського обкому ВЛКСМ, а через рік направлено до апарату Мордовського обласного комітету ВКП(б), де він працював секретарем та помічником першого секретаря. Незважаючи на велику зайнятість партійними справами, Горбунов неоднократно виступав перед вчителями та зустрчався з мордовськими літераторами. У 1945 році він потрапив на навчання до Вищої партійної школи при ЦК ВКП(б), при реорганізації якої зачислений аспірантом Академії суспільних наук при ЦК ВКП(б) з теорії та історії літератури, де навчався з 1946 по 1950 рік. У 1949 році він захистив дисертацію на тему «Боротьба М. Г. Чернишевського за реалістичний шлях розвитку російської літератури» та почав займатися літературно-критичною діяльністю по мордовській літературі. У 1950—1959 рр. Горбунов був директором Науково-дослідницького інституту мови, літератури, історії та економіки при Раді Міністрів Мордовської АРСР, керівником кафедри літератури в обласній партійній школі та редактором літературно-художнього альманаху «Изнямо» («Перемога»); також він приділяв багато уваги підготовці кандидатів і докторів наук, які згодом стали викладачами у вищих навчальних закладах республіки та зробили суттєвий внесок у розвиток економіки, культури і народної освіти Мордовської АРСР. Окрім цього. колектив НДІ випускав книги з мови і літератури, історії та економіки, етнографії та археології, а також налагоджував зв'язки з вченими Москви та інших автономних республік Поволжя.
У 1958—1972 рр. Горбунов працював старшим викладачем і доцентом Мордовського державного університету, де читав історико-літературний курс мордовської літератури та методику викладання рідної літератури, а також вів спецкурси із соціалістичного реалізму та історії російської літературної критики. На той час цикли філологічних дисциплін вели такі колеги Горбунова, як М. М. Бахтін, І. Д. Воронін, О. І. Маскаєв, Н. Ф. Циганов та М. І. Черапкін. Також Горбунов друкував критичні статті, читав доповіді на з'їзді письменників, обговорював редакційні матеріали журналу «Сятко» («Іскра») та неодноразово спілкувався з акторами драматичного театру з приводу постановки національних спектаклів. З 1972 по 1983 рр. Горбунов був завідувачем сектором методики рідних мов і літератури НДІ національних шкіл Міністерства просвіти РРФСР у Москві, де вперше в історії розвитку національної школи РРФСР організував науковий колектив, який займався проблемами вивчення рідних літератур в автономних республіках та областях РРФСР. Станом на середину 1970-х рр. Горбунов випрацював концептуальні положення нової наукової школи та способи їх здійснення.

### Наукові праці
Як науковець Горбунов відомий передусім завдяки публікації більше 100 праць на тему мордовського літературознавства і літературної критики (з 1940-х рр.) та близько 30 праць з методики викладання філологічних дисциплін в національній школі (у 1970–1980-х рр.). Його головними статтями є «Пути развития мордовской литературы» («Шляхи розвитку мордовської літератури», 1949), «К вопросу о формировании мордовской социалистической поэзии» («До питання про формування мордовської соціалістичної поезії», 1953), «Мордовские народные песни» («Мордовські народні пісні», 1957), «На пути, роста» (1960) тощо. У його працях було створено концепцію розвитку мордовської літератури як складової частини духовної культури народу і частини літератур народів СРСР. У 1963 році у своїй праці «Голос жизни» («Голос життя») Горбунов дав оцінку творам таких мордовських літераторів, як О. Ескін, П. Торопкін, М. Трошкін, І. Шумілкін, О. Тяпаєв, І. Калінкін та С. Кінякін, а також склав літературні портрети мордовських письменників. У 1967 році він опублікував свою працю під назвою «Мордовской литературе пятьдесят лет» («Мордовській літературі п'ятдесят років»), у якій розповів про літературний процес в Мордовії та досягнення мордовської поезії, прози і драматургії.
Вже живучи в Москві, Василь Горбунов займався питаннями вивчення рідних мов у національній школі та виклав свої міркування у статтях «Научно-методические проблемы обучения родному и русскому языкам в условиях развивающегося билингвизма» («Науково-методичні проблеми навчання рідній і російській мовам в умовах білінгвізму, що розвивається») та «Об обучении устной родной речи и грамоте в национальных детских садах РСФСР» («Про навчання усному рідному мовленню і грамоті в національних дитячих садках РРФСР»). Він продовжував займатися літературознавством і критикою, керував науково-методичною школою з питань вивчення ріддної літератури, публікував статті про творчість М. Г. Чернишевського, О. М. Толстого і інших письменників та матеріалів з мордовської літератури у журналах «Сятко» і «Мокша», писав книгу про співака І. М. Яушева та виступав на телебаченні. Як науковий керівник він підготував близько 20 кандидатів філологічних та педагогічних наук з представників різних народів СРСР.

### Навчальні посібники
Також Василь Горбунов є автором перший підручників та хрестоматій для загальноосвітніх шкіл та вищих навчальних закладів. У 1950 році спільно з М. П. Дружиніним він склав програму з мордовської літератури VIII—X класів для національної школи. Перший навчальний посібник «Мордовской советской литературась» («Мордовська радянська література») вийшло у 1952 році спеціально для VIII—X класів національної школи, а через рік було видано хрестоматію з літератури, укладену спільно з М.Талабаєвим і В. Беззубовим. У 1956 році Горбунов опублікував перший «Очерк истории мордовской советской литературы» («Нарис історії мордовської радянської літератури»), а у 1973 році вийшла монографія «Поэзия — душа народа» («Поезія — душа народу»), присвячена мордовській соціалістичній поезії.
Горбунов заклав ідею вивчення літератури у два етапи: перший передбачав літературне читання з засвоєнням мінімуму теоретично-літературних понять (з 4 до 6 класу), а другий — вивчення історії літератури (з 7 до 10 класу), і цей принцип продовжував існувати надалі. Також Горбунов вважав створення теорії підручника з рідної літератури найважливішою умовою підняття до сучасного рівня процесу викладання і вивчення національної літератури у школі, при цьому література мала вивчатися у єдності національного та інтернаціонального. Ще одним аспектом він вважав засвоєння учнями рідної літературної мови. Найбільш повне та всестороннє пояснення принципів вивчення рідної літератури міститься у навчальному посібнику «Изучение родных литератур в национальных школах РСФСР» («Вивчення рідних літератур у національних школах РРФСР»), виданому Горбуновим у 1982 році. Окрім цього, Горбунов є співавтором тритомника «История мордовской литературы» (1968, 1971, 1974) та багатьох інших підручників з мордовської літератури.

### Драматургія
Василь Горбунов також створив низку драматургічних творів, серед яких були п'єси «Эрямонь юрсто» («На життєвій основі», 1966), «Кадалиця» («Пустоцвіт», 1968), «Валскесь кирвайсь» («Початок дня») та інші.

### Вшанування пам'яті
Василь Горбунов помер 11 грудня 1983 року в Москві, похований в Саранську. Після його смерті було опубліковано дві його книги: «Признание» (1984) про дослідження сучасних процесів розвитку мордовської літератури та «Морыцянть од поразо» («Юність співця», 1988) — белетризована біографія, І. М. Яушева. Горбунов нагороджений медаллю К.Д, Ушинського, знаком «Відмінник народної просвіти», кількома Почесними грамотами Президіуму Верховної Ради Мордовської АРСР, Міністерства просвіти РРФСР та Центрального комітету ВЛКСМ.